# Torymus stenus
Torymus stenus är en stekelart som beskrevs av Graham 1994. Torymus stenus ingår i släktet Torymus och familjen gallglanssteklar. Inga underarter finns listade i Catalogue of Life.